# إنتاج بالدفعة
الإنتاج بالدفعة هي التقنية المستخدمة في التصنيع حيث يتم تصنيع المنتج من خلال مراحل متلاحقة على مدى سلسلة من محطات العمل. و يعتبر الإنتاج بالدفعة أحد أساليب الإنتاج الثلاث مع الإنتاج على أساس الطلب والإنتاج متواصل أنها هي واحدة من أساليب الإنتاج الرئيسية الثلاث.
الإنتاج بالدفعة هو الأكثر شيوعا في المخابز ، وفي صناعة الأحذية الرياضية، والمكونات الصيدلانية، و تنقية المياه ( العنصر النشط)، والأحبار، والدهانات، والمواد اللاصقة. ويتم استخدام تقنية "colour-run" في صناعة الأحبار والدهانات، بحيث يتم تصنيع اللون الخفيف أولاً،مثل اللون الأصفر، ومن ثم اللون الأغمق كالبرتقالي والأحمر. ويستمر ذلك حتى يصل إلى اللون الأسود وبذلك تنتهي الدفعة ويبدأ الدورة من جديد.

## مزايا وعيوب
هناك العديد من المزايا من الإنتاج بالدفعة، بل يمكن أن تقلل من رأس المال الأولي نفقة (تكلفة إعداد آلات) لأن خط إنتاج واحد يمكن استخدامه لإنتاج العديد من منتجات. كما هو مبين في المثال، يمكن إنتاج دفعة تكون مفيدة للشركات الصغيرة الذين لا يستطيعون تحمل تشغيل خطوط الإنتاج بشكل مستمر. إذا قام المتاجر بالتجزئة بشراء مجموعة من المنتجات التي لا يمكن بيعها يستطيع المنتج وقف الإنتاج دون الحاجة إلى تكبدهم خسائر ضخمة. الإنتاج بالدفعة مفيد للمصانع التي تنتج السلع الموسمية والمنتجات التي من الصعب توقعات بكمية الطلب لها، والتشغيل التجريبي لإنتاج، أو المنتجات التي تحتوي على هامش ربح عالية.
الإنتاج بالدفعة يأتي ببعض السلبيات مثل وقف تشغيل المعدات، وإعادة برمجتها واختبارها قبل إنتاج الدفعة التالية. ويعرف الوقت الضائع بين الدفعات بفترة التوقف.
الإنتاج المستمر يستخدم للمنتجات التي يتم تصنيعها بطريقة مماثلة. على سبيل المثال، نموذج سيارة معينة لديه شكل الجسم نفسه، وبالتالي، فإن العديد من السيارات ذات نفس الطراز يمكن إنتاجها في نفس الوقت والذي يؤدي إلى خفض تكلفة التصنيع.